# Maxim Gurow
Maxim Gurow (russisch Максим Гуров; * 30. Januar 1979) ist ein ehemaliger kasachischer Radrennfahrer.

## Karriere
Maxim Gurow begann seine internationale Karriere 2003 bei dem französischen Radsportteam MBK-Oktos. Seinen ersten Vertrag mit einem UCI ProTeam erhielt er 2007 bei Astana, für das er auch 2010 fuhr und bei dem er nach der Saison 2011 seine Laufbahn beendete.
Gurows größter Erfolg war der Gewinn der kasachischen Straßenmeisterschaften 2010. Am Giro d’Italia nahm er zweimal teil: 2007 wurde er 118., 2011 56.
Im Zuge der Dopingermittlungen der Staatsanwaltschaft von Padua geriet er Ende 2014 in den Verdacht, Kunde des umstrittenen Sportmediziners Michele Ferrari gewesen zu sein.

## Erfolge
2000
- eine Etappe Argentinien-Rundfahrt

2005
- Kasachische Straßenmeisterschaft

2008
- Kasachische Straßenmeisterschaft

2009
- Kasachische Straßenmeisterschaft

2010
- Kasachischer Meister – Straßenrennen

## Teams
- 2003 MBK-Oktos
- 2004 Oktos–Saint-Quentin
- 2007 Astana
- 2008 A-Style Somn
- 2009 CarmioOro-A Style
- 2010 Astana
- 2011 Pro Team Astana